# Eva Busch
Eva Busch (22 de maig de 1909, Berlín - 20 de juliol de 2001, Múnic) va ser una cantant popular i de cabaret alemanya.

## Biografia
Filla il·legítima del director d'orquestra Franz Beidler i de la soprano wagneriana Emmy Zimmermann, dugué inicialment el cognom Zimmerman, el de soltera de la seva mare. Més tard, la mare d'Eva es va casar i el seu nom va canviar a Eva Klein fins que ella mateixa es va casar i passà a anomenar-se Busch.
Des dels quatre anys va rebre classes de piano al Conservatori, des dels set anys va aprendre a tocar el violí i quan tingué cinc anys va començar a ballar. Va rebre classes d’interpretació a l’Escola Reinhardt i després de només un any va començar a fer petits papers al Teatre de Schiffbauerdamm i a la Volksbühne. Mentrestant rebia també classes de cant de la seva mare. Va arribar un moment que no pogué compatibilitzar les representacions teatrals amb l'assistència a l'institut i deixà els estudis.
Va actuar al cabaret de Rudolf Nelson, on va conèixer el cantant i actor (i també lluitador antifeixista i comunista) Ernst Busch, amb qui es casà el 1932. Amb el casament rebé la ciutadania alemanya, ja que fins aleshores havia estat apàtrida. Actuaren junts al Volksbühne i a diferents cabarets durant els anys que van precedir la Segona Guerra Mundial, interpretant cançons de Walter Mehring, Kurt Tucholsky i Bertolt Brecht.
Entre 1933 i 1936, amb l'ascens del nazisme, la parella va emigrar als Països Baixos, Bèlgica, Suïssa, Londres i Nova York, fins que tornaren a França, el 1937, havent perdut la ciutadania alemanya. Després de separar-se, ella continuarà cantant: a la ràdio, als principals locals parisencs o bé de gira fins que fou detinguda el 1941. Va ser internada al Camp de Gurs i va passar tres anys al Camp de concentració de Ravensbrück. Un cop alliberada, i retornada a París, va conèixer el periodista i resistent George Sinclair, amb qui compartiria la vida a partir d’aleshores. Reprengué la seva carrera no només a França, sinó a tot Europa i sobretot a Alemanya, on es convertí en una llegenda viva durant més de trenta anys. Durant les dècades dels 50 i 60 va desenvolupar una destacada carrera teatral i discogràfica. El 1990 va publicar les seves memòries, Und trotzdem.

## Discografia

### Discs de gramòfon (selecció)
- Schatz, der erste Satz zum großen Glück... - Paso Doble a. d. Operette "Glückliche Reise" (Künneke/Bertuch/Schwabach) Matr: E-OD 1330-2, Electrola E.G. 2705, MAREK WEBER und sein Orchester, mit Gesang: ERNST VEREBES (EVA BUSCH ungenannt) Berlin, 8. Desembre 1932
- Man trägt rot - Foxtrot a. d. Film "Wenn die Mode Frühling macht" (Mann/Weiss/Rotter) Electrola, MAREK WEBER und sein Orchester, mit Refraingesang (ungenannt: EVA BUSCH)
- Jede Frau geht gerne mal zum Tanztee - Rumba a. d. Operette "Glückliche Reise" (Künneke/Bertuch/Schwabach) Columbia, EDDIE SAXON und sein Orchester, Cançó: EVA BUSCH, ERNST VEREBES
- Warum, weshalb, wieso? - Foxtrot a. d. Operette "Glückliche Reise" (Künneke/Bertuch/Schwabach) Columbia, EDDIE SAXON und sein Orchester, Cançó: EVA BUSCH, ERNST VEREBES
- O Annabella - Walzer a. d. Nelson-Revue "Etwas für Sie" (Nelson/Hannes) Matr. E-OD 1455-2, Electrola E.G. 2739, DIE WEINTRAUBS mit Refraingesang (ungenannt: EVA BUSCH, ERIC HELGAR, EDMUND FRITZ' SINGING BABIES) Berlin, 17. Febrer 1933
- Jo-Jo - Foxtrot a. d. Nelson-Revue "Es hat geklingelt" (Nelson/Hannes/Schwabach) Matr. E-OD 1456-2, Electrola E.G. 2739, DIE WEINTRAUBS mit Refraingesang (ungenannt: EVA BUSCH, ERIC HELGAR, ROSY POINDEXTER, FREDDY WISE) Berlin, 17. Febrer 1933
- Gruß und Kuß Veronika - Foxtrot aus dem gleichnamigen Tonfilm (Wachsmann/Schwabach) Matr. WR 471-2, Columbia DW. 2173, DIE WEINTRAUBS mit Refraingesang (ungenannt: EVA BUSCH) Berlin, Abril 1933
- Ein Kuß, der muß aus Spanien sein - Tango a. d. Nelson-Revue "Es hat geklingelt" (Nelson/Langfelder) Matr. E.OD 1505-1, Electrola E.G. 2764, EVA BUSCH, R. NELSON u. F. FREED an 2 Flügeln, Berlin Mai 1933
- Vom Fahrstuhl auf den Barstuhl - a. d. Nelson-Revue "Es hat geklingelt" (Nelson/Hannes/Schwabach) Electrola, EVA BUSCH und ERNST VEREBES, R. NELSON u. F. FREED an 2 Flügeln, Berlin Maig 1933
- Jo-Jo - a. d. Nelson-Revue "Es hat geklingelt" (Nelson/Hannes/Schwabach) Electrola, EVA BUSCH und ERNST VEREBES, R. NELSON u. F. FREED an 2 Flügeln, Berlin Maig 1933
- Monica - Chanson in Deutsch (Cor Lemaire = Rudolf Nelson) Matr. CL 7322-1, Columbia DF 2764, EVA BUSCH, Orchestre dir. PIERRE CHAGNON, Paris, 7. Agost 1940
- Zauberlied - Chanson in Deutsch (Cor Lemaire = Rudolf Nelson) Matr. CL 7323-1, Columbia DF 2764, EVA BUSCH, Orchestre dir. PIERRE CHAGNON, Paris, 7. Agost 1940
- Du sollst nicht traurig sein - Chanson in Deutsch (Cor Lemaire = Rudolf Nelson) Matr. CL 7324-2, Columbia DF 2765, EVA BUSCH, Orchestre dir. PIERRE CHAGNON, Paris, 7. Agost 1940
- Zigarette - Chanson in Deutsch (Cor Lemaire = Rudolf Nelson) Matr. CL 7325-2, Columbia DF 2765, EVA BUSCH, Orchestre dir. PIERRE CHAGNON, Paris, 7. Agost 1940
- Bel Ami - Foxtrot (Theo Mackeben/Beckmann) Matr. CL 7348-1, Columbia DF 2779, EVA BUSCH, Orchestre dir. JACQUES METEHEN, Paris, Oktober 1940
- Ich muß die soviel sagen! (Mackeben/Pinelli) Matr. Be 12902, Odeon O-26472, EVA BUSCH mit Begleitorchester, Leitung Adolf Steimel, Berlin, 24. Juni 1941
- Ich danke dir! (Haentzschel/Beckmann) Matr. Be 12903, Odeon O-26472, EVA BUSCH mit Begleitorchester, Leitung ADOLF STEIMEL, Berlin, 24. Juny 1941
- Hinter den sieben Bergen (Mattes/Beckmann) Matr. Be 13490, Odeon O-26617, EVA BUSCH mit Begleitorchester, Leitung WILLY MATTES, Prag, 6. Març 1944
- Wenn ich für dich nicht die Richtige bin! (Berco/Beckmann) Matr. Be 13493, Odeon O-26617, EVA BUSCH mit Begleitorchester, Leitung WILLY MATTES, Prag, 6. Març 1944
- Auch für uns ist die Stunde gekommen (Mattes/Beckmann) Matr. Be 13491, Odeon O-26629, EVA BUSCH mit Begleitorchester, Leitung WILLY MATTES, Prag, 6. Març 1944
- Ich lebe nur für einen Mann auf der Welt! (Mattes/Beckmann) Matr. Be 13492, Odeon O-26629, EVA BUSCH mit Begleitorchester, Leitung WILLY MATTES, Prag, 6. Març 1944

### Discs de vinil (selecció)
- Eva Busch und ihre Lieder. Preiser Records, Wien 1991, 61 Minuts.